# Lista de prefeitos de Iturama
Esta é a lista de prefeitos e vice-prefeitos do município de Iturama, estado brasileiro de Minas Gerais.
| Nº | Prefeito                                                               | Imagem                                                      | Partido                                              | Vice-prefeito                                                                  | Início do mandato       | Fim do mandato                  | Observações                                   |
| 1  | Antônio Ferreira Barbosa                                               |                                                             | União Democrática Nacional UDN                       | Aristóbulo Nunes de Freitas (UDN)                                              | 1° de janeiro de 1949   | 30 de janeiro de 1953           | Prefeito e vice eleitos em sufrágio universal |
| 2  | João Garcez de Moraes                                                  |                                                             | União Democrática Nacional UDN                       | Olegário Pádua de Queiroz (PSP)                                                | 31 de janeiro de 1953   | 30 de janeiro de 1955           | Prefeito e vice eleitos em sufrágio universal |
| 3  | José Pádua de Almeida                                                  |                                                             | União Democrática Nacional UDN                       | Alcides Roberto Barbosa (UDN)                                                  | 31 de janeiro de 1955   | 30 de janeiro de 1959           | Prefeito e vice eleitos em sufrágio universal |
| 4  | José Otoni de Miranda                                                  |                                                             | União Democrática Nacional UDN                       | Sérgio da Cunha Garcia (PSP)                                                   | 31 de janeiro de 1959   | 30 de janeiro de 1963           | Prefeito e vice eleitos em sufrágio universal |
| 5  | Alcides Roberto Barbosa                                                |                                                             | União Democrática Nacional UDN                       | Jerônimo Martins Pereira (UDN)                                                 | 31 de janeiro de 1963   | 30 de janeiro de 1967           | Prefeito e vice eleitos em sufrágio universal |
| 6  | Pedro de Paula                                                         |                                                             | Aliança Renovadora Nacional ARENA                    | Heliodoro Gonçalves da Maia (ARENA)                                            | 31 de janeiro de 1967   | 30 de janeiro de 1971           | Prefeito e vice eleitos em sufrágio universal |
| 7  | Alcides Roberto Barbosa                                                |                                                             | Aliança Renovadora Nacional ARENA                    | Josafá Lorena da Silva (ARENA)                                                 | 31 de janeiro de 1971   | 31 de janeiro de 1973           | Prefeito e vice eleitos em sufrágio universal |
| 8  | Nildomar Alves Amaral                                                  |                                                             | Aliança Renovadora Nacional ARENA                    | Segismundo Bertolino Siqueira (ARENA)                                          | 1º de fevereiro de 1973 | 31 de janeiro de 1977           | Prefeito e vice eleitos em sufrágio universal |
| 9  | Alípio Soares Barbosa (1913– Iturama, 18.07.2010)                      |                                                             | Partido Democrático Social PDS                       | Mozarth Soares Vilela (PDS)                                                    | 1º de fevereiro de 1977 | 31 de janeiro de 1983           | Prefeito e vice eleitos em sufrágio universal |
| 10 | Valdecir Pichioni (São José do Rio Preto, 03.01.1947–)                 |                                                             | Partido do Movimento Democrático Brasileiro PMDB     | Luiz Francisco da Silva (PMDB)                                                 | 1º de fevereiro de 1983 | 31 de dezembro de 1988          | Prefeito e vice eleitos em sufrágio universal |
| 11 | Alípio Soares Barbosa (1913– Iturama, 18.07.2010)                      |                                                             | Partido da Frente Liberal PFL                        | Jerônimo Resende e Silva (PFL)                                                 | 1º de janeiro de 1989   | 31 de dezembro de 1992          | Prefeito e vice eleitos em sufrágio universal |
| 12 | Aelton José de Freitas                                                 |                                                             | Partido Social Democrático PSD                       | Sebastião Tiago de Queiroz (PMDB)                                              | 1º de janeiro de 1993   | 31 de dezembro de 1996          | Prefeito e vice eleitos em sufrágio universal |
| 13 | Alípio Soares Barbosa (1913– Iturama, 18.07.2010)                      |                                                             | Partido da Frente Liberal PFL                        | Mário Nery (PSB)                                                               | 1º de janeiro de 1997   | 31 de dezembro de 2000          | Prefeito e vice eleitos em sufrágio universal |
| 14 | Valdecir Pichioni (São José do Rio Preto, 03.01.1947–)                 |                                                             | Partido Liberal PL                                   | Adelvan Donizete de Freitas Borges (PTB) (São Francisco de Sales, 20.06.1955–) | 1º de janeiro de 2001   | 31 de dezembro de 2004          | Prefeito e vice eleitos em sufrágio universal |
| 14 | Valdecir Pichioni (São José do Rio Preto, 03.01.1947–)                 | Partido Progressista PP                                     | Tânia Lúcia Araújo Oliveira (PTB) (Luz, 20.06.1955–) | 1º de janeiro de 2005                                                          | 31 de dezembro de 2008  | Prefeito reeleito e vice eleita |                                               |
| 15 | Cláudio Tomaz de Freitas, Cláudio Burrinho (Iturama, 13.05.1967–)      |                                                             | Partido Social Cristão PSC                           | Anderson Bernardes de Oliveira, Anderson Golfão (PSDB)                         | 1º de janeiro de 2009   | 31 de dezembro de 2012          | Prefeito e vice eleitos em sufrágio universal |
| 15 | Cláudio Tomaz de Freitas, Cláudio Burrinho (Iturama, 13.05.1967–)      | Olegário Ferreira de Lima (PR) (Campina Verde, 13.08.1960–) | Partido Social Cristão PSC                           | 1º de janeiro de 2013                                                          | 31 de dezembro de 2016  | Prefeito reeleito e vice eleito |                                               |
| 16 | Anderson Bernardes de Oliveira, Anderson Golfão (Iturama, 15.10.1980–) |                                                             | Partido do Movimento Democrático Brasileiro PMDB     | Maria Aparecida Longo, Cidinha Longo (PSB) (Votuporanga, 15.04.1958–)          | 1° de janeiro de 2017   | 31 de dezembro de 2020          | Prefeito e vice eleitos em sufrágio universal |
| 17 | Cláudio Tomaz de Freitas, Cláudio Burrinho (Iturama, 13.05.1967–)      |                                                             | Partido Social Cristão PSC                           | Olegário Ferreira de Lima (PSL) (Campina Verde, 13.08.1960–)                   | 1° de janeiro de 2021   | 31 de dezembro de 2024          | Prefeito e vice eleitos em sufrágio universal |
| 18 | Dr. José Herculano Pereira dos Santos (Catanduva, 07.06.1969–)         |                                                             | Republicanos REP                                     | Dr. Ronivaldo Tomaz de Almeida (UNIÃO) (Iturama, 01.04.1975–)                  | 1° de janeiro de 2025   | Atualidade                      | Prefeito e vice eleitos em sufrágio universal |